# Shatúra
Shatura (en ruso: Шатура) es una localidad del óblast de Moscú, en Rusia, centro administrativo del raión homónimo. Está ubicada a orillas del Lago Sviátoye (Свя́тое о́зеро), 124 km al este de Moscú. Cuenta con una población de 30 809 habitantes (2010).

## Historia
Desde 1423, se hallaba un asentamiento en lo que hoy es Shatura. En 1917, se comenzaron a explotar depósitos de turba en el lugar. En 1918, se construyó la primera central eléctrica alimentada por turba, cerca del asentamiento de Torbéyevka (Торбеевка). En 1919, el asentamiento de Shaturstrói (Шатурстро́й) fue fundado en las cercanías de la central eléctrica, y en 1920, el de Chiórnoye ózero (Чёрное о́зеро). En 1928, las tres aldeas fueron unidas para formar el asentamiento de Shatura, que alcanzó el estatus de ciudad en 1936.

## Transporte
La carretera P106 (Kurovskóye - Shatura - Krivándino - Dmítrovski Pogost), de importancia regional, atraviesa la localidad. También cuenta con un servicio regular de autobuses hacia Moscú, Riazán, Spas-Klépiki, Yegórievsk, Roshal, Oréjovo-Zúyevo y otras localidades vecinas.
Shatura posee la estación Chiórnoye ózero (Lago negro) del ferrocarril de vía estrecha Shaturtorf.